# Parachernes
Parachernes är ett släkte av spindeldjur. Parachernes ingår i familjen blindklokrypare.

## Dottertaxa tillParachernes, i alfabetisk ordning[1]
- Parachernes adisi
- Parachernes albomaculatus
- Parachernes arcuodigitus
- Parachernes argentatopunctatus
- Parachernes argentinus
- Parachernes auster
- Parachernes beieri
- Parachernes bicolor
- Parachernes bisetus
- Parachernes bougainvillensis
- Parachernes chilensis
- Parachernes cocophilus
- Parachernes compressus
- Parachernes confraternus
- Parachernes cordimanus
- Parachernes crassimanus
- Parachernes darwiniensis
- Parachernes dissimilis
- Parachernes distinctus
- Parachernes dominicanus
- Parachernes fallax
- Parachernes floridae
- Parachernes franzi
- Parachernes galapagensis
- Parachernes gracilimanus
- Parachernes indicus
- Parachernes inpai
- Parachernes insuetus
- Parachernes insularis
- Parachernes kuscheli
- Parachernes latus
- Parachernes leleupi
- Parachernes litoralis
- Parachernes loeffleri
- Parachernes meinertii
- Parachernes melanopygus
- Parachernes nevermanni
- Parachernes niger
- Parachernes nigrimanus
- Parachernes nitidimanus
- Parachernes nubilis
- Parachernes ovatus
- Parachernes pallidus
- Parachernes peruanus
- Parachernes plumatus
- Parachernes plumosus
- Parachernes pulchellus
- Parachernes pulcher
- Parachernes rasilis
- Parachernes robustus
- Parachernes ronnaii
- Parachernes rubidus
- Parachernes sabulosus
- Parachernes schlingeri
- Parachernes semilacteus
- Parachernes setiger
- Parachernes setosus
- Parachernes subrotundatus
- Parachernes subtilis
- Parachernes topali
- Parachernes tumimanus
- Parachernes vastitatis
- Parachernes virginicus
- Parachernes withi